# Copa del Mundo de Skeleton 2015–16
La Copa del Mundo de Skeleton 2015–16 fue una serie de varias carreras durante una temporada en Skeleton. La temporada empezó el 27 de noviembre de 2015 en Altenberg, Alemania, y concluyó el 28 de febrero de 2016 en Königssee, Alemania. La Copa del Mundo está organizada por la IBSF (antiguamente la FIBT), que también organiza Copas del Mundo y Campeonatos en bobsleigh. La temporada fue patrocinada principalmente por BMW.

## Calendario
| Lugar       | Fecha                      |
| Altenberg   | 27–28 de noviembre de 2015 |
| Winterberg  | 4–5 de diciembre de 2015   |
| Königssee   | 11–12 de diciembre de 2015 |
| Lake Placid | 8–9 de enero de 2016       |
| Park City   | 16 de enero de 2016        |
| Whistler    | 22–23 de enero de 2016     |
| St. Moritz  | 5 de febrero de 2016       |
| Königssee   | 27–28 de febrero de 2016   |

## Resultados

### Hombres
| Evento      | Oro            | Tiempo                      | Plata                         | Tiempo                                                  | Bronce          | Tiempo                  |
| Altenberg   | Martins Dukurs | 1:52,90 (56,46 / 56,43)     | Alexandr Tretiakov            | 1:52,93 (56,24 / 56,69)                                 | Nikita Tregúbov | 1:53,24 (56,36 / 56,88) |
| Winterberg  | Martins Dukurs | 1:54,73 (56,97 / 57,76)     | Alexandr Tretiakov Axel Jungk | 1:55,29 (57,41 / 57,88) 1:55,29 (57,15 / 58,14)         |                 |                         |
| Königssee   | Martins Dukurs | 1:40,28 (50,25 / 50,03)     | Alexandr Tretiakov            | 1:40,71 (50,23 / 50,48)                                 | Yun Sung-bin    | 1:41,16 (50,63 / 50,53) |
| Lake Placid | Martins Dukurs | 1:48,28 (53,77 / 54,51)     | Yun Sung-bin                  | 1:48,76 (53,99 / 54,77)                                 | Tomass Dukurs   | 1:49,13 (54,29 / 54,84) |
| Park City   | Martins Dukurs | 1:38,35 (48,99 / 49,36)     | Yun Sung-bin                  | 1:38,73 (49,15 / 49,58)                                 | Axel Jungk      | 1:39,05 (49,43 / 49,62) |
| Whistler    | Martins Dukurs | 1:44,31 (52,15 / 52,16)     | Tomass Dukurs                 | 1:44,59 (52,48 / 52,11)                                 | Yun Sung-bin    | 1:45,24 (52,75 / 52,49) |
| St. Moritz  | Yun Sung-bin   | 2:18,26 (1:09,44 / 1:08,82) | Martins Dukurs Tomass Dukurs  | 2:18,33 (1:09,28 / 1:09,05) 2:18,33 (1:09,29 / 1:09,04) |                 |                         |
| Königssee   | Martins Dukurs | 1:40,82 (50,49 / 50,33)     | Yun Sung-bin                  | 1:41,38 (50,94 / 50,44)                                 | Tomass Dukurs   | 1:41,56 (50,84 / 50,72) |

### Mujeres
| Evento      | Oro          | Tiempo                      | Plata              | Tiempo                      | Bronce             | Tiempo                      |
| Altenberg   | Laura Deas   | 1:57,84 (59,28 / 58,56)     | Tina Hermann       | 1:57,88 (59,21 / 58,67)     | Jacqueline Lölling | 1:58,01 (59,32 / 58,69)     |
| Winterberg  | Tina Hermann | 1:57,87 (58,45 / 59,42)     | Jacqueline Lölling | 1:58,27 (58,69 / 59,58)     | Jane Channell      | 1:58,75 (59,21 / 59,54)     |
| Königssee   | Tina Hermann | 1:43,04 (51,63 / 51,41)     | Jacqueline Lölling | 1:44,17 (52,27 / 51,90)     | Marina Gilardoni   | 1:44,60 (52,33 / 52,27)     |
| Lake Placid | Anne O'Shea  | 1:50,34 (55,26 / 55,08)     | Marina Gilardoni   | 1:50,43 (55,16 / 55,27)     | Laura Deas         | 1:50,59 (55,16 / 55,43)     |
| Park City   | Tina Hermann | 1:41,08 (50,13 / 50,95)     | Jane Channell      | 1:41,49 (50,34 / 51,15)     | Janine Flock       | 1:41,58 (50,57 / 51,01)     |
| Whistler    | Tina Hermann | 1:48,90 (54,57 / 54,33)     | Anne O'Shea        | 1:49,09 (54,55 / 54,54)     | Jacqueline Lölling | 1:49,48 (54,77 / 54,71)     |
| St. Moritz  | Janine Flock | 2:22,49 (1:11,55 / 1:10,94) | Tina Hermann       | 2:22,57 (1:11,52 / 1:11,05) | Marina Gilardoni   | 2:22,58 (1:12,16 / 1:10,42) |
| Königssee   | Tina Hermann | 1:43,21 (51,72 / 51,49)     | Jacqueline Lölling | 1:43,58 (51,86 / 51,72)     | Marina Gilardoni   | 1:44,08 (52,05 / 52,03)     |